# Pterostylis tenuicauda
Pterostylis tenuicauda är en orkidéart som beskrevs av Friedrich Fritz Wilhelm Ludwig Kraenzlin. Pterostylis tenuicauda ingår i släktet Pterostylis och familjen orkidéer.
Artens utbredningsområde är Nya Kaledonien. Inga underarter finns listade i Catalogue of Life.